# Acacia echinuliflora
Acacia echinuliflora é uma espécie de leguminosa do gênero Acacia, pertencente à família Fabaceae.